# Can Caulès
Can Caulès és un edifici del municipi de Vidreres (Selva) inclosa en l'Inventari del Patrimoni Arquitectònic de Catalunya.

## Descripció
Es tracta d'una masia de planta rectangular estructurada en dues plantes. La planta baixa consta de tres obertures, de les quals destaca en especial el gran portal adovellat d'accés, d'arc de mig punt i amb unes dovelles de grans dimensions. Flanquejat per dues obertures rectangulars de similars característiques, és a dir llinda monolítica conformant un arc pla, muntants de pedra i l'únic que els diferencia és que la de la dreta és sensiblement major i el dintell recull una inscripció que al·ludeix a la data d'origen "1860 Gironella". Pel que fa al primer pis o planta noble, aquest contempla tres obertures i les tres idèntiques en la solució compositiva: rectangulars, de llinda monolítica conformant un arc pla, muntants de pedra i ampit treballat. La masia coberta amb una teulada de vessants a laterals. Tot i la restauració agressiva a que es va sotmetre la masia si comparem les fotografies antigues que es conserven amb l'aspecte actual, això no sembla que fos així, ja que s'ha respectat i protegit al màxim l'estètica rústica típica de les masies de les contrades, sense provocar per tant una divergència i digressió visual. Annexa immediatament a la masia original però no adossada, trobem una petita edificació projectada com a casa pels convidats, l'aspecte de la qual també s'ha estudiat al màxim per tal de preservar l'estètica rústica i així està en consonància i en sintonia amb la masia.

## Història
Segons el pergamí de venda, el 1300 era una de les propietats del castell de Sant Iscle. Segles més tard, 1647 es va casar una Fradisterna amb un Mundet. El 1721, La pubilla de Can Fullà, M. Antònia es va casar amb l'hereu de Can Mundet Jacint, quedant unit el patrimoni Fullà i Mundet. Segons els contracte s'havien d'unir els cognoms, la qual caso no es va fer.
La masoveria de Can Fullà es va tancar definitivament el 1969 i l'últim masover va ser En Pere Busquets.